# Station Bocholtz

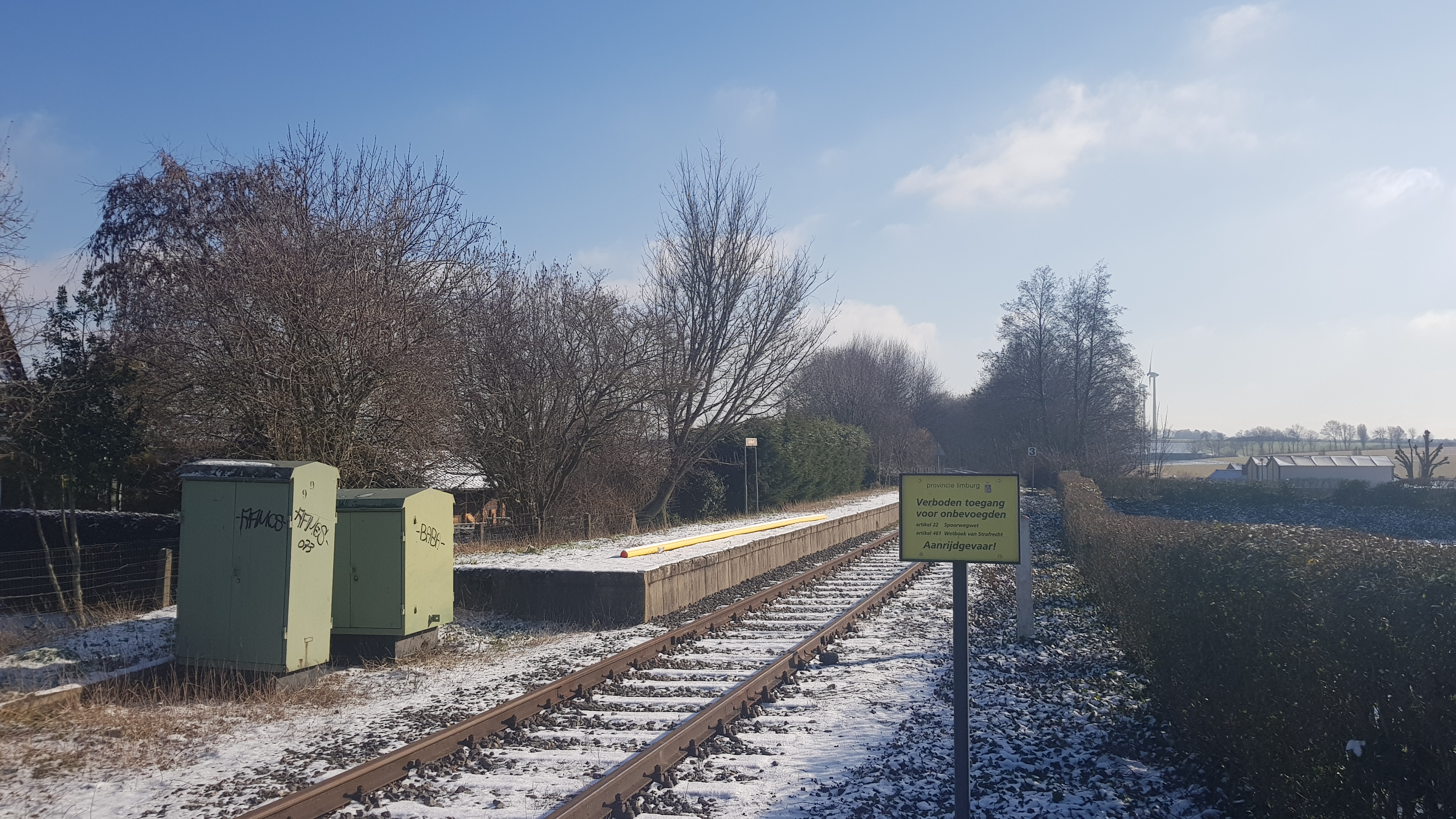
De locatie van het station sinds 2000

Station Bocholtz is het voormalig spoorwegstation van Bocholtz. Thans is het station een stopplaats van de ZLSM.

## Geschiedenis

### Het eerste leven
Station Bocholtz werd geopend op 30 september 1890. Het station lag aan de internationale spoorlijn van Aken naar Maastricht, die al werd geopend in 1853. Gezien de ligging zou het station als laatste voor de grens eigenlijk het grensstation worden, maar in eerste instantie wilde het dorp Bocholtz geen station en werd Simpelveld het grensstation. Omdat veel mensen uit Bocholtz in Aken werkten moest men eerst te voet naar Simpelveld. Aldaar kon men per trein, langs Bocholtz, naar Aken reizen. Om aan deze onpraktische situatie een eind te maken is er een station in Bocholtz geopend. Het stationsgebouw werd wel al in 1853 gebouwd, ter hoogte van de overweg met de straat De Baan.
Er was weinig belangstelling voor het station en daarom werd het station met ingang van de spoorwegstaking, 17 september 1944, gesloten. Het stationsgebouw werd gesloopt in 1965. De spoorlijn bleef geopend tot 30 mei 1992.

### Het tweede leven
Na de sluiting van de spoorlijn werden er plannen gemaakt voor de oprichting van een museumspoorlijn. Dit werd uiteindelijk de ZLSM. Op 13 april 2000 werd in Bocholtz de halte heropend voor de museumtreinen naar het Duitse Vetschau. Dit station bevindt zich niet op dezelfde plek maar ongeveer 700 m westelijker in de richting van Station Simpelveld bij de overweg met de Heiweg. Op rijdagen van de ZLSM wordt de halte enkele malen aangedaan door een Schienenbus.